# Purba Tajpur
Purba Tajpur (o Purbba Tajpur) è una suddivisione dell'India, classificata come census town, di 6.276 abitanti, situata nel distretto di Hooghly, nello stato federato del Bengala Occidentale. In base al numero di abitanti la città rientra nella classe V (da 5.000 a 9.999 persone).

## Geografia fisica
La città è situata a 22° 44' 39 N e 88° 15' 26 E.

## Società

### Evoluzione demografica
Al censimento del 2001 la popolazione di Purba Tajpur assommava a 6.276 persone, delle quali 3.065 maschi e 3.211 femmine. I bambini di età inferiore o uguale ai sei anni assommavano a 805, dei quali 399 maschi e 406 femmine. Infine, coloro che erano in grado di saper almeno leggere e scrivere erano 4.480, dei quali 2.316 maschi e 2.164 femmine.